# 植村友美
植村 友美（うえむら ともみ、11月9日 - ）は、日本の女性声優。大阪府出身。

## 人物
青二塾大阪校第25期卒業。
以前は青二プロダクション（ジュニア）に所属していた。
方言は大阪弁。
趣味は映画鑑賞、読書、歌唱、史跡巡り、美術鑑賞。特技はエレクトーン演奏。

## 出演作品

### ゲーム
- どきどきすいこでん（星野よう子）[3]

### ラジオドラマ
- 青山二丁目劇場
  - ラストインタビュー（女子生徒）